# フランスの海外県・海外領土

フランス海外県・海外領土大臣の旗

フランスの海外県・海外領土（フランスのかいがいけん・かいがいりょうど、フランス語：France d'outre-mer、France ultramarine、les Outre-mer、les outre-mers、les Ultramarins）は、フランス共和国がヨーロッパ大陸以外に有する領土の総称である。
現在はDROM-COM（仏語：départements et régions d'outre-mer et collectivités d'outre-mer、海外県・海外地域及びコミュニティー）として呼ばれているが、以前はDOM-TOM（départements d'outre-mer et territoires d'outre-mer、海外県・海外領土）と呼ばれていた。

## 概要
かつてのフランス植民地帝国時代に形成されたこれらの領土はアメリカ州、オセアニア、インド洋、太平洋、南極大陸にある。脱植民地化後もさまざまな形でフランスの一部として残ることを選んだ地域である。これらの領土は、文化的、政治的にさまざまな現実があり、まったく異なる行政・法制度が適用されている。
総合計面積は120,369km2（フランスが領有権を主張する南極大陸のテール・アデリーを含めると552,528km2）、2019年の人口は220万人を超え、海外県・海外領土はフランスの国土面積の17.9％、人口の4％を占める。
フランス共和国憲法によれば、フランスの法律は国内全土に於いて施行される事となっているが、海外県・海外領土では国防・国際関係・貿易・貨幣・法廷・統治等の特殊な分野を除き、この原則に反して独自の法律を制定する事が許可され、実際に施行されている。
フランスの海外県・海外領土は、その地域が有する議会とフランス共和国会（国民議会・元老院）との二重統治体制である。
また、居住地域では共和国会に対する代表者を選出する事となっており、また実際に有しているため、欧州議会に対する投票権を有している。

## 構成地域

### 海外県
- グアドループ （1946年以降）
- マルティニーク （1946年以降）
- フランス領ギアナ （1946年以降）
- レユニオン （1946年以降）
- マヨット （2011年以降）- 1976年から2001年にかけては領土的共同体であり、2001年から2003年は海外準県、2003年から2011年は海外地域圏として存在していた。2009年の島民投票（英語版）により、マヨットは海外県への昇格が決まり、2011年3月31日付で昇格した。

### 海外準県
この分類は2003年3月28日に作られ、どの領域も独自の法体系を有している。
- フランス領ポリネシア（1946年 – 2003年: 海外領土、2003年以降: 海外準県）: この新体制によって独自である認定「海外国」Pays d'outre-mer（フランス語版）となったが、憲法委員会（英語版）はこれに対して、ただの認定であり、独自の形態を有してはいないとしている。
- サンピエール島・ミクロン島（1976年 – 1985年: 海外領土、1985年 - 2003年:特別自治体、2003年以降: 海外準県）: サンピエール・ミクロン海外領土（collectivité territoriale de Saint-Pierre-et-Miquelon）と呼ばれている。
- ウォリス・フツナ（1961年 – 2003年: 海外領土、2003年以降: 海外準県）: ウォリス・フツナ諸島地域（Territoire des îles Wallis et Futuna）と呼ばれている。
- サン・マルタン島: 2003年、サン・マルタンとサン・バルテルミーの住民はグアドループからの分離投票を行い、それぞれ独自の地域として独立した[4]。その後の2007年2月7日、国会によって金銭的な独立が承認された[5]。施行されたのは同月22日からであり、この条文はフランス共和国官報に掲載された[6]。但し、欧州連合には残り、とりわけリスボン条約については明示的に批准宣言をした[7]。

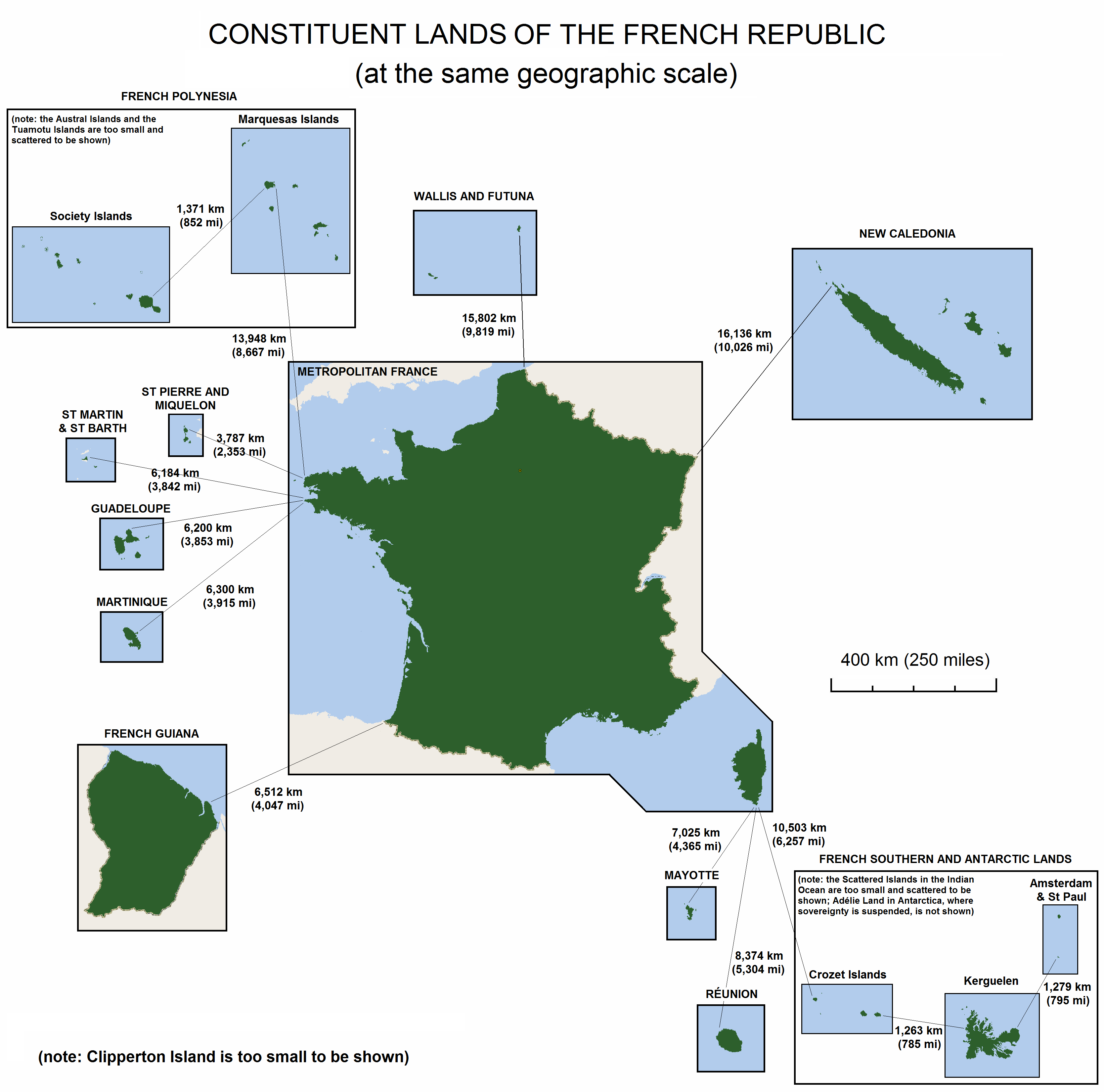
同縮尺で見たフランス本土と海外県・海外領土

- サン・バルテルミー島: 上記に同じ

### 特別共同体
- ニューカレドニア: 1946年に海外領土となったが、1998年のヌーメア協定（英語版）により、翌1999年に特別共同体となった。2018年11月4日と2020年10月4日、そして2021年12月12日に、フランスからの独立の是非を問う住民投票が実施されたが、いずれも独立反対が過半数となり、ニューカレドニアはフランスにとどまることとなった[8][9][10]。

### 海外領土
- フランス領南方・南極地域: 1956年以降海外領土。2005年1月3日にレユニオン県会議長よりフランス領インド洋無人島群の管理権を譲受。2007年2月21日の2007年第224法により、インド洋無人島群を正式に編入した。現在では唯一の海外領土であるが、南緯60度以南の領域については南極条約によって領有権は認められていない。

### 海外領邦
海外領邦とは2004年にフランス領ポリネシアが独自の認定を受けた事に対するフランスの対応として作られた領域であり、フランス政府側としては海外領邦に対する認定は如何なる法的拘束力をも有さないとしている。また、ニューカレドニア議会が地域法を設定したので、この呼称は正しくないとされる事もある。

### 微小領土
- クリッパートン島: 9平方キロメートルの大きさを有し、メキシコのアカプルコから1,280キロメートル南西に向かった地点に存在する絶海の孤島。フランス政府の直接統治が行われる場所であり、その統治権は海外領土省長が有する事になっている。

## 国会に対する代表者
これらの領域は、2011年に2,685,705人の人口を有し、これはフランス共和国の人口の4.1%に相当している。

### 国民議会
第14次議会（2012年– 2017年）では、これらの領域は27人の代表者を国民議会に対して輩出しており、これは577人いる総数のうちの4.7パーセントに相当している。
- サン・バルテルミー島およびサン・マルタン: 1人
- グアドループ: 4人
- マルティニーク: 4人
- フランス領ギアナ: 2人
- レユニオン: 7人
- サンピエール島・ミクロン島: 1人
- マヨット: 2人
- ウォリス・フツナ: 1人
- フランス領ポリネシア: 3人
- ニューカレドニア: 2人

### 元老院
2008年9月の投票では、これらの領域は19人の代表者を元老院に対して輩出しており、これは343人いる総数のうちの5.5%に相当している。
- グアドループ: 3人
- レユニオン: 3人
- フランス領ギアナ: 2人
- フランス領ポリネシア: 2人
- マルチニーク: 2人
- マヨット: 2人
- ニューカレドニア: 1人
- サン・バルテルミー島: 1人
- サン・マルタン: 1人
- サンピエール島・ミクロン島: 1人
- ウォリス・フツナ: 1人

## 一覧

### 居住地域
11の海外領土に人が住んでいる。
| 旗 | 名称                       | 首府                   | 人口                | 面積（km2） | 位置づけ        | 位置                          | 備考 |
| -- | -------------------------- | ---------------------- | ------------------- | ----------- | --------------- | ----------------------------- | --- |
|    | フランス領ギアナ           | カイエンヌ             | 295,385 (2024年1月) | 83,534      | 海外県          | 南アメリカ                    | |
|    | フランス領ポリネシア       | パペーテ               | 279,020 (2023年1月) | 4,167       | 海外準県        | 南太平洋                      | |
|    | グアドループ               | バステール             | 378,561 (2024年1月) | 1,628       | 海外県          | アンティル諸島                | |
|    | マルティニーク             | フォール＝ド＝フランス | 349,925 (2024年1月) | 1,128       | 海外県          | アンティル諸島                | |
|    | マヨット                   | マムズ                 | 320,901 (2024年1月) | 374         | 海外県 / region | アフリカ （モザンビーク海峡） | 2009年の国民投票で昇格。 コモロも領有権を主張している。                                                                |
|    | ニューカレドニア           | ヌーメア               | 268,510 (2023年1月) | 18,575      | 特別共同体      | 南太平洋                      | 2018年11月4日にフランスからの独立の是非を問う住民投票が実施されたが、独立反対が得票率56.40％で過半数となり否決された。 |
|    | レユニオン                 | サン＝ドニ             | 885,700 (2024年1月) | 2,512       | 海外県          | アフリカ （インド洋）         | |
|    | サン・バルテルミー島       | グスタビア             | 9,961 (2017年1月)   | 21          | 海外準県        | アンティル諸島                | 2007年2月22日にグアドループから分離                                                                                    |
|    | サン・マルタン             | マリゴ                 | 31,477 (2021年1月)  | 53          | 海外準県        | アンティル諸島                | 2007年2月22日にグアドループから分離                                                                                    |
|    | サンピエール島・ミクロン島 | サン＝ピエール         | 6,008 (2016年3月)   | 242         | 海外準県        | カナダ南東                    | |
|    | ウォリス・フツナ           | マタウトゥ             | 11,151 (2023年7月)  | 274         | 海外準県        | 南太平洋                      | |

| 合計                         | 合計               | 合計         |
| 地域                         | 人口 （Jan. 2011） | 面積 （km2） |
| ---------------------------- | ------------------ | ------------ |
| 海外県                       | 1,890,705          | 91,847       |
| 海外準県及びニューカレドニア | 795,000            | 23,632       |
| 総計                         | 2,685,705          | 120,049      |

### 非居住地域
研究の為に居住している研究者等を除く。
| 旗 | 名称                              | 首府                       | 面積（km2） | 位置づけ                 | 位置                      | 備考                                                     |
| -- | --------------------------------- | -------------------------- | ----------- | ------------------------ | ------------------------- | -------------------------------------------------------- |
|    | ガイザーバンク                    | -                          | 1           | フランス領南方・南極地域 | アフリカ モザンビーク海峡 | マダガスカル及びコモロも領有権を主張している。           |
|    | バサス・ダ・インディア            | -                          | 1           | フランス領南方・南極地域 | アフリカ モザンビーク海峡 | マダガスカルも領有権を主張している。                     |
|    | クリッパートン島                  | -                          | 7           | フランス政府             | メキシコ西                |                                                          |
|    | クローゼー諸島                    | アルフレッド・フォール基地 | 352         | フランス領南方・南極地域 | 南インド洋                |                                                          |
|    | ユローパ島                        | -                          | 28          | フランス領南方・南極地域 | アフリカ モザンビーク海峡 | マダガスカルも領有権を主張している。                     |
|    | グロリオソ諸島                    | -                          | 5           | フランス領南方・南極地域 | インド洋                  | マダガスカル、コモロ、セーシェルも領有権を主張している。 |
|    | フアン・デ・ノヴァ島              | -                          | 5           | フランス領南方・南極地域 | アフリカ モザンビーク海峡 | マダガスカルも領有権を主張している。                     |
|    | ケルゲレン諸島                    | ポルトーフランセ           | 7,215       | フランス領南方・南極地域 | 南インド洋                |                                                          |
|    | サンポール島及び アムステルダム島 | マルティン・デ・ヴィヴ     | 66          | フランス領南方・南極地域 | 南インド洋                |                                                          |
|    | トロメリン島                      | -                          | 1           | フランス領南方・南極地域 | インド洋                  | モーリシャスも領有権を主張している。                     |

### 南極
| 旗 | 名称           | 首府                       | 面積（km2） | 位置づけ                 | 位置 | 備考                     |
| -- | -------------- | -------------------------- | ----------- | ------------------------ | ---- | ------------------------ |
|    | アデリーランド | デュモン・デュルヴィル基地 | 432,000     | フランス領南方・南極地域 | 南極 | 南極条約により領有権凍結 |

## 都市
人口の多い都市は以下の通りである。
- ポワンタピートル - レザビーム （グアドループ）: 178,631人（2008年）
- サン＝ドニ （レユニオン）: 175,053人 （2008年）
- フォール＝ド＝フランス （マルティニーク）: 171,628人 （2008年）
- ヌーメア （ニューカレドニア）: 163,723人 （2009年）
- サン＝ピエール （レユニオン）: 148,273人 （2008年）
- パペーテ （フランス領ポリネシア）: 131,695人 （2007年）
- サン＝ポール （レユニオン）: 103,008人 （2008年）
- カイエンヌ （フランス領ギアナ）: 102,089人 （2008年）